# David Fanning (leader loyaliste américain)
Pour les articles homonymes, voir Fanning (homonymie) et David Fanning.
David Fanning (25 octobre 1755 – 14 mars 1825) était un Loyaliste chef de file dans la guerre d'indépendance des États-Unis en Caroline du Nord et du Sud. 

## Biographie
Il est né dans le Comté d'Amelia. Fanning et sa sœur étaient des orphelins en 1764 par la mort de leur père, et, en 1773, David s'installe sur un affluent de la rivière Reedy en Caroline du Sud. Au début de la guerre Révolutionnaire, Fanning était également officier dans une unité de la milice de la Caroline du nord. En 1775, la région pencha en faveur des Loyalistes, et Fanning a soutenu cette cause.
Fanning a participé à environ 36 engagements et combats mineurs, et en 1781, a capturé le Gouverneur de la Caroline du Nord, Thomas Burke, dans la capitale provisoire de Hillsborough. En outre, Fanning a été capturé par les forces patriotes 14 fois au cours de la guerre. 
Après la reconnaissance de l'indépendance américaine, Fanning déménagea en Floride, puis aux Bahamas avant de s'installer dans la colonie du Nouveau-Brunswick. Fanning a été élu à la 2e Assemblée Législative du Nouveau Brunswick en 1791. Fanning a représenté le Comté de Kings, le Nouveau-Brunswick jusqu'en 1801. En 1800, il a été accusé de viol d'une fille de 15 ans, Sarah Londres, et a été reconnu coupable et condamné à mort, malgré ses protestations que les éléments de preuve contre lui ont été entachés d'irrégularités. Fanning a été gracié mais exilé du Nouveau-Brunswick et expulsé de l'assemblée provinciale. Fanning se rend à Digby, en Nouvelle-Écosse où il est propriétaire de plusieurs navires marchands, est mort plus tard en 1825. Il laisse derrière lui une fille et deux fils.